# Nacimiento del Río Gevora
Nacimiento del Río Gevora este o arie protejată (arie de protecție specială avifaunistică — SPA) din Spania întinsă pe o suprafață de 21.047,76 ha, integral pe uscat.

## Localizare
Centrul sitului Nacimiento del Río Gevora este situat la coordonatele 39°16′49″N 7°10′43″W / 39.280278°N 7.178611°V.

## Înființare
Situl Nacimiento del Río Gevora a fost declarat arie de protecție specială avifaunistică în decembrie 2004 pentru a proteja 66 de specii de animale.

## Biodiversitate
Situată în ecoregiunea mediteraneană, aria protejată conține 9 habitate naturale: Dehesas cu Quercus spp. perene, Păduri de stejar galițio-portugheze cu Quercus robur și Quercus pyrenaica, Păduri de Castanea sativa, Pseudostepă cu ierburi și specii anuale de Thero-Brachypodietea, Pante stâncoase silicioase cu vegetație casmofită, Păduri aluvionare cu Alnus glutinosa și Fraxinus excelsior (Alno-Padion, Alnion incanae, Salicion albae), Tufărișuri termo-mediteraneene și de pre-deșert, Pajiști uscate europene, Păduri de Quercus suber.
La baza desemnării sitului se află mai multe specii protejate:
- păsări (52): vulturul negru (Aegypius monachus), fâsă de luncă (Anthus pratensis), lăstunul mare (Apus apus), Apus caffer, Aquila adalberti, acvilă de munte (Aquila chrysaetos), buha (Bubo bubo), Caprimulgus ruficollis, barză albă (Ciconia ciconia), barză neagră (Ciconia nigra), șerpar (Circaetus gallicus), cuc (Cuculus canorus), lăstun de casă (Delichon urbica), măcăleandru (Erithacus rubecula), Falco naumanni, șoim călător (Falco peregrinus), muscar negru (Ficedula hypoleuca), Galerida theklae, vulturul pleșuv sur (Gyps fulvus), Hieraaetus fasciatus, acvilă pitică (Hieraaetus pennatus), Hippolais polyglotta, rândunică roșcată (Hirundo daurica), rândunică (Hirundo rustica), sfrâncioc cu cap roșu (Lanius senator), pescăruș negricios (Larus fuscus), ciocârlie de pădure (Lullula arborea), privighetoare (Luscinia megarhynchos), prigoare (Merops apiaster), gaia neagră (Milvus migrans), gaia roșie (Milvus milvus), codobatură galbenă (Motacilla alba), codobatură de munte (Motacilla cinerea), muscar sur (Muscicapa striata), vultur egiptean (Neophron percnopterus), Oenanthe leucura, grangur (Oriolus oriolus), dropie (Otis tarda), codroș de munte (Phoenicurus ochruros), pitulice de munte (Phylloscopus collybita), pitulice-fluierătoare (Phylloscopus trochilus), brumăriță de pădure (Prunella modularis), aușel sprâncenat (Regulus ignicapilla), silvie cu cap negru (Sylvia atricapilla), silvie de zăvoi (Sylvia borin), silvie roșcată (Sylvia cantillans), silvie de câmp (Sylvia communis), Sylvia hortensis, silvie de tufiș (Sylvia undata), sturz-cântător (Turdus philomelos), pupăză (Upupa epops), nagâț (Vanellus vanellus)
- amfibieni (1): Discoglossus galganoi
- mamifere (2): lupul (Canis lupus), vidră de râu (Lutra lutra)
- nevertebrate (2): fluturele auriu (Euphydryas aurinia), Unio tumidiformis
- pești (6): Anaecypris hispanica, Cobitis paludica, Luciobarbus comizo, Pseudochondrostoma willkommii, Rutilus alburnoides, Rutilus lemmingii
- reptile (3): țestoasa de baltă (Emys orbicularis), Lacerta schreiberi, Mauremys leprosa

Pe lângă speciile protejate, pe teritoriul sitului au mai fost identificate 8 specii de plante, 17 specii de păsări, 12 specii de amfibieni, 17 specii de mamifere, 6 specii de nevertebrate, 7 specii de pești, 16 specii de reptile.